# Schleifmühlenlaine
Die Schleifmühlenlaine ist ein Bach in Oberbayern. Sie entsteht im Plattenberggraben nördlich unterhalb des Pürschlings, durchfließt die Schleifmühlklamm und dann weiter in weitgehend nördlicher Richtung bis zur Mündung von links in die Ammer gleich nach dem Hauptort von Unterammergau.